# FC Viktoria 09 St. Ingbert
FC Viktoria 09 St. Ingbert is een Duitse voetbalclub uit Sankt Ingbert, Saarland. 

## Geschiedenis
De club werd in 1909 opgericht en was aangesloten bij de Zuid-Duitse voetbalbond. In 1917 sloot FC Bavaria St. Ingbert zich bij de club aan. In 1921 promoveerde de club naar de hoogste klasse van de Rijncompetitie en degradeerde al na één seizoen. 